# Dysodia lineata
Dysodia lineata är en fjärilsart som beskrevs av Druce 1889. Dysodia lineata ingår i släktet Dysodia och familjen Thyrididae. Inga underarter finns listade i Catalogue of Life.